# Domingo del Prado
Domingo del Prado Almanza (Pobladura de Yuso, Provincia de León, 1956) es un escritor y dibujante español.

## Biografía
Licenciado en Filosofía y Ciencias de la Educación por la Universidad de Salamanca, ha ejercido de profesor en diversos centros de León, Zamora y Ávila. Colaborador habitual en la prensa, ha publicado artículos, dibujos y/o caricaturas en los periódicos La Hora Leonesa, El Diario de León, El Adelanto de Salamanca, Diario de Ávila, La Crónica de León, La Luz de Astorga, El Pensamiento Astorgano, Ávila-7 y El Adelanto Bañezano, entre otros; y en las revistas León, Gigantes del basket, La Revista de Ávila y Revista de Literatura Infantil y Juvenil Charín.

## Premios y reconocimientos
- (2003) I Premio Nacional de Poesía Tostón o Cochinillo de Arévalo.
- (2003) "Abulense 2002".
- (2010) III Premio Nacional de Poesía Infantil Charo González.